# Digitaria coenicola
Digitaria coenicola là một loài thực vật có hoa trong họ Hòa thảo. Loài này được (F.Muell.) Hughes mô tả khoa học đầu tiên năm 1923.